# كرايغ شو غاردنر
كرايغ شو غاردنر (بالإنجليزية: Craig Shaw Gardner)‏ (2 يوليو 1949، روتشستر في الولايات المتحدة)؛ كاتب وروائي أمريكي.

## روابط خارجية
- كرايغ شو غاردنر على موقع ديسكوغز (الإنجليزية)